# Navracsics Tibor (politikus)
Navracsics Tibor (Veszprém, 1966. június 13. –) magyar jogász, politológus, egyetemi docens, politikus. 2006–2014 között a Fidesz – Magyar Polgári Szövetség országgyűlési képviselője, 2006-tól 2010-ig frakcióvezetője. 2010 és 2014 között miniszterelnök-helyettes, valamint közigazgatási és igazságügyi miniszter. 2014-ben külgazdasági és külügyminiszter. 2014-től 2019-ig az Európai Bizottság kulturális, oktatási, ifjúságpolitikai és sportügyi biztosa. 2022-től az ötödik Orbán kormány területfejlesztési minisztere. A 2024-es Befolyás-barométer szerint ő Magyarország 28. legbefolyásosabb személye.

## Származása
Édesapja, id. Navracsics Tibor (1934–2022) 1957-től 1967-ig tanár a balatonfüredi Lóczy Lajos Gimnáziumban, 1967–1977-es években igazgató a tapolcai Batsányi János Gimnáziumban. 1977 és 1984 között művelődési osztályvezető, 1984-től 1989-ig elnökhelyettes a Veszprém Megyei Tanácson. 1989 és 1994 között a Vetési Albert Gimnázium igazgatója Veszprémben. Édesanyja Simon Judit, tanár. A Navracsics család horvát származású; ifj. Navracsics Tibor is beszél horvátul.

## Tanulmányai
A veszprémi Lovassy László Gimnáziumban érettségizett 1984-ben. Sorkatonai szolgálatának teljesítése után 1985-ben kezdte meg egyetemi tanulmányait az Eötvös Loránd Tudományegyetem Állam- és Jogtudományi Karán (ELTE ÁJK). Itt szerzett 1990-ben jogi diplomát.

## Élete
Ezután a Veszprémi Városi Bíróságon volt fogalmazó 1992-ig, majd a Veszprém Megyei Önkormányzat közigazgatási és informatikai szolgáltatóirodájánál dolgozott kutatóként. Itt tette le 1993-ban az egységes jogi szakvizsgát. 1993-tól 1997-ig a Budapesti Közgazdaságtudományi Egyetem politikatudományi tanszékén kapott tanársegédi beosztást, közben az 1996–1997-es tanévben ösztöndíjasként a Brightoni Egyetemen járt tanulmányúton. 1997-ben átkerült az ELTE Állam- és Jogtudományi Karának politológiai tanszékére (később Politikatudományi Intézet) adjunktusi beosztásban. 2001-ben vette át egyetemi docensi kinevezését.
1999-ben szerezte meg PhD fokozatát politikatudományból. 1996-ban a Magyar Politikai Intézet Egyesület alelnökévé választották. A Magyar Politikatudományi Társaság tagja, 1997 és 2000 között a társaság főtitkára volt. 1999-ben a Politikatudományi Szemle szerkesztőbizottságának lett tagja. Európai belpolitikáról tart előadásokat, illetve kutatószemináriumokat. 2007-ben a hallgatók az ELTE Állam- és Jogtudományi Karán az év oktatójának választották. Kutatási területe az összehasonlító politológia és az európai belpolitika, emellett számos, a volt Jugoszláviával foglalkozó elemzést is írt.

### A magyar politikában

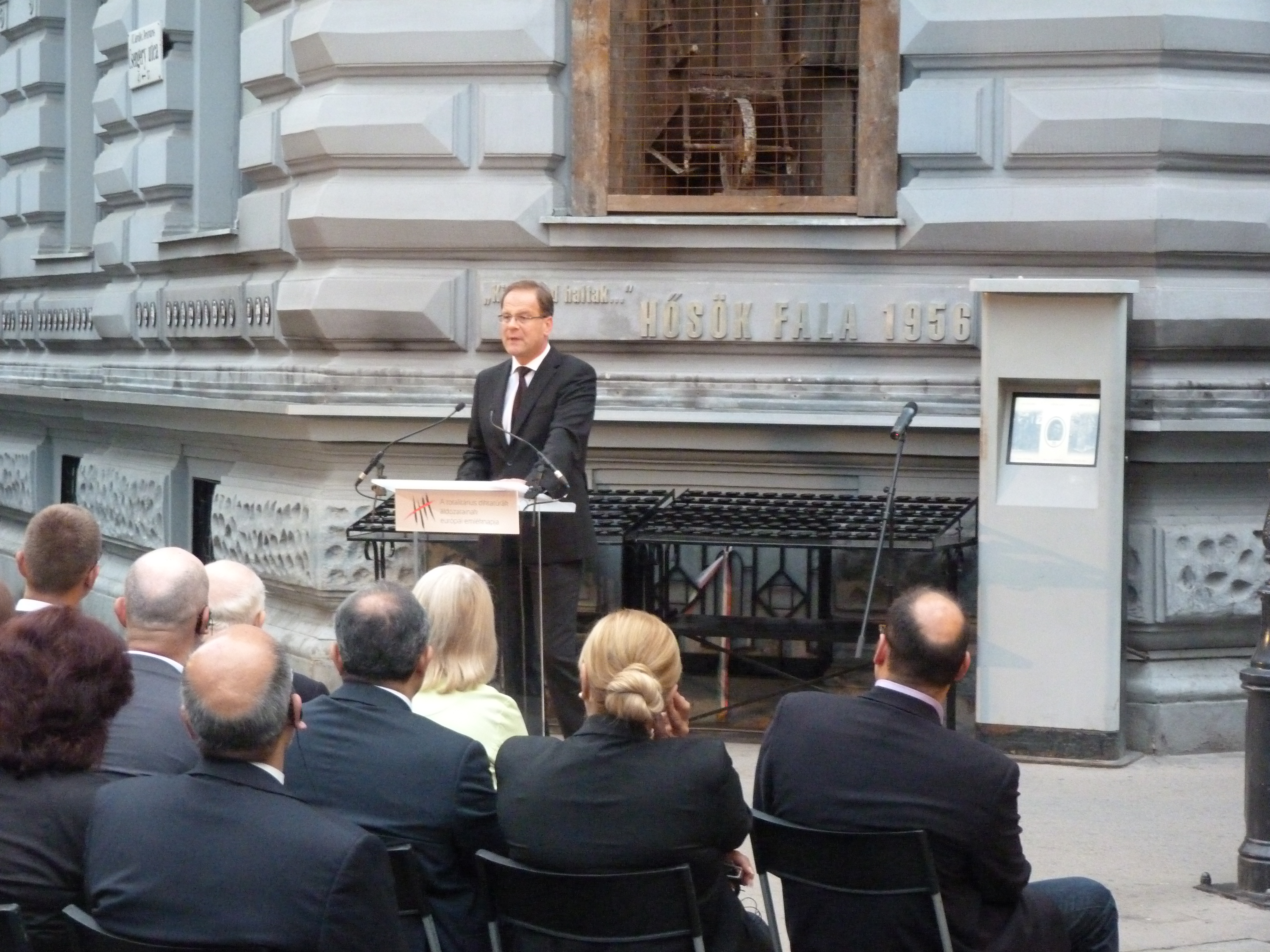
Navracsics Tibor beszél a kommunizmus áldozatainak emléknapján 2014. február 25-én

1998-tól előbb a Miniszterelnöki Hivatal kommunikációs osztályának vezetőjeként dolgozott, majd 1999 és 2002 között a sajtó- és információs főosztályának vezetője volt. 2002–2003-ban a Fidesz – Magyar Polgári Párt politikai elemző osztályának vezetőjeként is tevékenykedett. 2003-ban a Kereszténydemokrata Néppártba is belépett, és a Fidesz elnöki kabinetfőnöke lett. 2004 őszétől a Polgári Kormányzás 2006 munkacsoport vezetőjeként irányította a Fidesz 2006-os választási programalkotó tevékenységét.
A 2006-os országgyűlési választáson pártja Veszprém megyei területi listáról szerzett országgyűlési mandátumot. Szokatlan módon, első ciklusos képviselőként a Fidesz frakciójának vezetőjévé nevezték ki. Emellett az Országgyűlés alkotmányügyi, igazságügyi és ügyrendi bizottságnak tagja lett. 2007 őszén több jobboldali értelmiségivel együtt elindította a Jobbklikk társasblogot, ahol hetente többször ír bejegyzéseket többek között bel- és külpolitikai, valamint történelmi témákban. Részt vett a Fidesz 2010-es programalkotásában is. A 2010-es országgyűlési választásokon a Veszprém megyei 7. számú egyéni választókerületben (Veszprém 2.) szerzett mandátumot már az első fordulóban. 2010. április 29-én Orbán Viktor kijelölt miniszterelnök az újonnan felállítandó Közigazgatási és Igazságügyi Minisztérium vezetőjének, valamint miniszterelnök-helyettesnek jelölte.
2012 szeptemberében közfelháborodást váltott ki a gyilkos Ramil Safarov kiadatása Azerbajdzsánnak a Navracsics által vezetett magyar Közigazgatási- és Igazságügyi Minisztérium által. Hrair Tovmaszjan örmény igazságügyi miniszter levélben fordult a Közigazgatási- és Igazságügyi Minisztérium (KIM) vezetőjéhez, Navracsics Tiborhoz. Tovmaszjan szerint a magyar kormánynak „tudnia kellett”, hogy a hazájában hősként ünnepelt baltás gyilkosnak mi lesz a sorsa kiadatását követően. Az örmény igazságügyi minisztérium ezért megszakított minden kétoldalú kapcsolatot a KIM-mel.
2014. június 6-tól külgazdasági és külügyminiszter a harmadik Orbán-kormányban. 2014. szeptember 19-én lemondott miniszteri tisztségéről, mivel 2014. szeptember 10-én Jean-Claude Juncker az oktatási, kulturális, ifjúsági és állampolgársági ügyekkel foglalkozó európai uniós biztosjelölti posztra javasolta, amelyhez a sport is hozzá tartozik. A külügyminiszteri megbízatása hivatalosan szeptember 22-ig szólt.

### Az Európai Bizottság biztosaként
Navracsics Tibor biztosjelölti meghallgatása 2014. október 1-én zajlott le az Európai Parlament kulturális és oktatási szakbizottsága előtt, amelyen meghívottként az ipari bizottság delegáltjai is részt vettek.
2014. október 22-én, Jean-Claude Juncker vezetésével az új Európai Bizottságot az Európai Parlament (EP) megszavazta, 423 igen, 209 nem szavazat ellenében, 67 képviselő tartózkodása mellett. Navracsics Tibor a bizottságban kulturális, oktatási, ifjúságpolitikai és sportügyi biztos lett. Jean-Claude Juncker a szavazás eredményének bejelentésével egyidejűleg bizalmáról biztosította Navracsics Tibort, aki szerinte nagyszerűen teljesített és „erős európai elkötelezettséget mutatott”.
A bizottság 2014. november 1-én lépett hivatalba.
2014. november 3-án úgy nyilatkozott biztosi szerepéről és zaklatott megválasztásának sikerességéről, hogy „Ha sikeres vagyok biztosként, az erősítheti az integrációnkat, Magyarország és Európa kapcsolatát” 2019. február 19-én közzétették az EU-biztosok munkájáról készített – nem reprezentatív, alapvetően üzleti befektetőket megkérdező – felmérést, amelynek Navracsics Tibor került az utolsó helyére.
2019. november 4-én címzetes egyetemi tanári kinevezést kapott a Nemzeti Közszolgálati Egyetemen.

### Ismét Magyarországon
Mandátumának lejárta után 2019. december 1-jétől a Veszprém-Balaton 2023 Európa Kulturális Fővárosa programért felelős, majd 2020. szeptember 1-jétől az Északnyugat-magyarországi Gazdaságfejlesztési Zóna komplett fejlesztéséért felelős kormánybiztos. 2020. február 1-jétől a Nemzeti Közszolgálati Egyetem Európa Stratégia Intézet vezetője. Ezek mellett az elkötelezettségei mellett 2020-ban a Google Central and Eastern Europe mentornak kérte fel az Impact Challenge nevű programjában. 2020. ősze óta az Európai Bizottság Európai Polgári Kezdeményezés nemzeti nagykövete.
A 2022-es magyarországi országgyűlési választáson, a Veszprém megyei 3-as számú egyéni választókerületben, Tapolcán a Fidesz indította, Navracsics megnyerte a körzetet.
2022. szeptember 22-én bejelentette, hogy átül a KDNP frakcióba.

## Családja
Nős (2006), felesége Prevoz Anikó. Három lánya van (Adél 1991, Dóra Tünde 2009, Bíborka Mária 2016).

## Főbb publikációi
- Európai belpolitika. Az Európai Unió politikatudományi elemzése; Korona, Bp., 1998
- Területi érdekképviselet a Kádár-korszakban I-II. – Comitatus, 1999. okt./nov. – HU ISSN 1215-315X
- Az országos területfejlesztési koncepció országgyűlési vitája I-II. – Comitatus, 1999. ápr./máj. – HU ISSN 1215-315X
- Többségi és konszenzusos demokráciák (könyvfejezet, Budapest, 2003)
- Politikai kommunikáció 2004 (társszerzőkkel, 2004)
- A Missing Debate? Hungary and the European Union (Brighton)
- Egy európai néppárt születése: A Fidesz – Magyar Polgári Szövetség 2004-ben (könyvfejezet, 2005)